# Das tanzende Herz (film 1916)
Das tanzende Herz  è un film muto del 1916 diretto da Max Mack.

## Produzione
Il film fu prodotto dalla Greenbaum-Film GmbH (Berlin).

## Distribuzione
Con il visto di censura del febbraio 1916, il film uscì nelle sale tedesche nel marzo di quell'anno.